# Viva Las Vengeance (canción)
«Viva Las Vengeance» es una canción de la banda estadounidense Panic! at the Disco. Fue lanzada a través de Fueled by Ramen y DCD2  Records el 1 de junio de 2022 como primer sencillo de su séptimo y último álbum de estudio, Viva Las Vengeance (2022). La canción se anunció el 29 de mayo de 2022, y se lanzó junto con su vídeo musical.

## Recepción
Jon Blistein de Rolling Stone describió la pista como una "explosión pisando fuerte de power pop con el líder Brendon Urie bramando sobre un fondo de armonías exuberantes al estilo Queen".

## Vídeo musical
El vídeo musical fue lanzado el 1 de junio de 2022 y dirigido por Brendan Walter. El vídeo involucra a Brendon Urie y una banda que lo acompaña actuando en un programa de entrevistas nocturno al estilo The Ed Sullivan Show. Mientras Urie actúa, sufre varias heridas dolorosas pero continúa cantando, incluso cuando su piano se lo come vivo. Después de la última línea, el video muestra a un Urie exhausto, pero ileso, sentado en su piano, aliviado de que sus heridas fueran una especie de alucinación, hasta que encuentra una sola gota de sangre en las teclas del piano.